# Pugwash Conferences on Science and World Affairs
Conferințele Pugwash cu privire la Știință și Afaceri Mondiale este o organizație internațională care aduce savanți și figuri publice să lucreze împreună în vederea reducerii pericolului de conflict armat și să caute soluții la amenințările securității globale. A fost fondată în 1957 de Joseph Rotblat și Bertrand Russell în Pugwash, Nova Scoția, Canada, după publicarea Manifestului Russell-Einstein în 1955.
Organizația Pugwash și Rotblat au primit împreună Premiul Nobel pentru Pace în 1995 pentru eforturile privind dezarmarea nucleară. Grupurile de tineri / studenți au existat din 1979.
Manifestul Russell-Einstein, publicat pe 5 iulie 1955, a chemat la o conferință a oamenilor de știință pentru a evalua pericolele armelor de distrugere în masă ( atunci considerate a fi numai armele nucleare). Cyrus Eaton, un industriaș canadian care îl cunoscuse pe Russell din 1938, s-a oferit pe 13 iulie să finanțeze o conferință în orașul său, Pugwash, Nova Scoția. Aceasta nu s-a acceptat în acel timp pentru că fusese plănuită o întâlnire în Îndia, la invitația Primului Ministru, Jawaharlal Nehru. O dată cu izbucnirea crizei Suezului, Conferința indiană a fost amânată. Aristotel Onassis s-a oferit să finanțeze o întâlnire la Monaco, dar această s-a respins. Invitația precedentă a lui Eaton a fost acceptată.
Prima conferință s-a ținut în iulie 1957 în Pugwash, Nova Scoția, de aici vine numele organizației. A fost organizată de Joseph Rotblat, care a servit că secretar-general al organizației, de la înființarea ei până în 1973. Manifestul Russel-Einstein a devenit carta fondatoare a Conferințelor Pugwash.	
Douăzeci și doi de oameni de știință au participat la prima conferință:
•	Șapte din Statele Unite ale Americii (David F. Cavers, Paul Doty, hermann J. Muller, Eugene Rabinowitch, Walter Selove, Léo Szilárd, Victor F. Weisskopf)
•	Trei din Uniunea Sovietică (Alexander M. Kuzin, Dmitri Skobeltin, Alexander Topciev)
•	Trei din Japonia (Iwao Ogawa, Shinichiro Tomonaga, Hideki Yukawa)
•	Doi din Marea Britanie (Cecil F. Powell, Joseph Rotblat)
•	Doi din Canada (Brock Chisholm, John S. Foster)
•	Câte unul din Australia (Mark L. E. Oliphant), Austria (Hans Thirring), China (Chou Pei-Yuan), Franța (Antoine M. B. Lacassagne) și Polonia (Marian Danysz). 
Cyrus Eaton, Eric Burhop, care Eaton ceruse să fie invitat, și Vladimir Pavlicenko, au fost de asemenea prezenți. Mulți alții n-au putut să participe, inclusiv co-fondatorul Betrand Russell, din motive de sănătate.
Contribuții la securitatea internațională
Primii cincisprezece ani ai Conferințelor Pugwash au coincis cu Criza Berlinului, Criză rachetelor cubaneze, invazia Cehoslovaciei de către țările Pactului de la Varșovia, și Războiul din Vietnam. Organizația a furnizat lucrări de fond pentru Tratatul Interzicerii Testelor Parțiale (1963), Tratatul de Neproliferare (1968), Tratatul Rachetelor Antibalistice (1972), Convenția Armelor Chimice (1993). Mihail Gorbaciov a admis influență organizației asupra sa atunci când era conducător al Uniunii Sovietice. [1]
Pe măsură ce relațiile internaționale s-au dezghețat și pe măsură ce au apărut mai multe canale de comunicare, vizibilitatea Organizației Pugwash a scăzut, dar încă a rămas importantă în chestiunile de control al armelor de astăzi : forțe nucleare europene, armament chimic și biologic, arme spațiale, reduceri și restructurare ale forțelor convenționale, și controlul crizei în Lumea a Treia. Centrul de interes al organizației Pugwash s-a extins de asemenea, incluzând chestiunile de dezvoltare și mediu. 
Criticism
În timpul Războiului Rece, Conferințele Pugwash au fost subiectul unui criticism în stil McCarthyit, irațional și nesubstantiat, că a devenit o conferință de front pentru Uniunea Sovietică. Nici o dovadă a acestei alegatii nu a fost furnizată vreodată, și investigația realizată de Comitetul Activităților Neamericane ale Casei Albe, nu a descoperit nimic ilegal.
Premiul Nobel pentru Pace
În 1995, la cincizeci de ani după bombardarea orașelor Hiroșima și Nagasaki, și la patruzeci de ani după semnarea Manifestului Russell-Einstein, Conferințele Pugwash și Joseph Rotblat au primit premiul Nobel pentru Pace împreună,
“pentru eforturile lor de a diminua partea ocupată de armele nucleare în politică internațională, și, pe termen lung, de a elimina asemenea arme”.
Comitetul Nobel norvegian a sperat că acordarea premiului Conferințelor Pugwash și lui Rotblat 
“va încuraja conducătorii mondiali să intensifice eforturile lor de a elibera lumea de arme nucleare”.
În discursul sau de acceptare, Rotblat a citat o frază cheie din Manifest:
“Amintiți-vă umanitatea voastră.” “Prețuiți pe eroii adevărați.”
“Pugwashiti”
Există mai mult de 3500 „Pugwashiti” în lume, oameni care au participat la o întâlnire Pugwash și de aceea sunt considerați asociați cu Pugwash. Între aceștia:
•	Hannes Alfvén 
•	Lev Artsimovich 
•	Michael Francis Atiyah 
•	Jeffrey Boutwell 
•	Francesco Calogero 
•	Ana Maria Cetto 
•	Germinal Cocho 
•	Carl Djerassi 
•	Walter Dorn 
•	Paul M. Doty 
•	Emmanuel Erskine 
•	Bernard T. Feld 
•	Shalheveth Freier 
•	Dorothy Hodgkin, President, 1976-1988[2] 
•	Sandra Ionno Butcher 
•	George Ignatieff 
•	Frédéric Joliot-Curie 
•	Peter Kapitza 
•	Robert K. Logan 
•	Mihail Millionșcikov 
•	Luis E. Miramontes 
•	Octavio Miramontes 
•	Wolfgang K. H. Panofsky 
•	Bas Pease 
•	John Charles Polanyi 
•	Isidor Isaac Rabi 
•	Martin Rees 
•	Thomas Schelling 
•	Dann Sklarew 
•	Ivan Supek 
•	Igor Tamm 
•	Anthony Turton 
•	Herbert York

## Legături externe
- Pugwash Conferences on Science and World Affairs
- Russia: Russian Pugwash Committee
- Canada: Canadian Pugwash Group -see: April 2007 YouTube video of Canadian Pugwash pe YouTube
- France: Association Française pour le Mouvement Pugwash
- The First Pugwash Conference.
- The Nobel Peace Prize, 1995.
- Profile of Joseph Rotblat Arhivat în 3 martie 2016, la Wayback Machine.
- The Early Days of Pugwash, by Joseph Rotblat in Physics Today, June 2001.
- Pugwash And The International Treaties On Chemical And Biological Warfare, by J.P. Perry Robinson.
- Pugwash Conferences on Science and World Affairs (Rome, through 1996 only)
- The Dagomys Declaration on Environmental Degradation.
- J. Rotblat, Scientists in the Quest for Peace: A history of the Pugwash Conferences, MIT Press,1972.